# 約翰·帕斯托雷

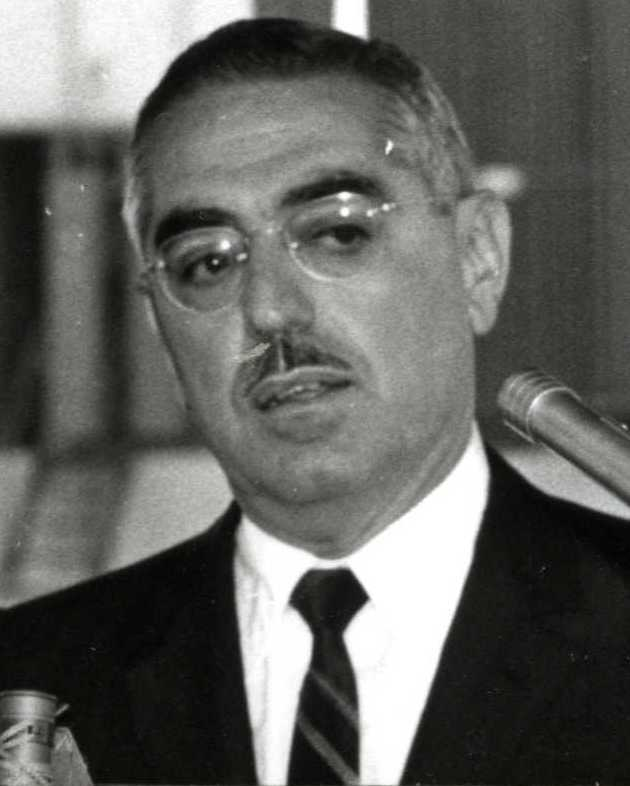
約翰·帕斯托雷

约翰·奥兰多·帕斯托雷（John Orlando Pastore，1907年3月17日 - 2000年7月15日）是美国的律师和政治人物。他是民主党黨員，1950年至1976年期間是美国参议院議員，選區位於羅德島州，1945年至1950年期間担任罗德岛州第61任州长。他是第一位当选美國聯邦参议员的意大利裔美国人。